# Richard Wehmer
Richard Wehmer (* 15. Dezember 1854 in Frankfurt an der Oder; † 1909) war ein deutscher Mediziner (HNO-Arzt, Öffentliche Gesundheit).
Wehmer studierte in Leipzig, Würzburg, Wien und Prag. 1877 wurde er promoviert und erhielt seine Approbation und war danach Assistent in Leipzig. Von 1879 bis 1887 praktizierte er als Arzt in Frankfurt an der Oder. Er spezialisierte sich als Ohrenarzt, war Hebammenlehrer und ab 1882 königlicher Kreiswundarzt. 1887 bis 1894 war er medizinischer Hilfsarbeiter und Medizinal-Assessor am Polizeipräsidium in Berlin, ab 1892 Mitglied des Provinz-Medizinal-Kollegiums und 1894 bis 1896 Regierungs- und Medizinalrat und Mitglied des Provinz-Medizinal-Kollegiums in Koblenz. Ab 1896 war er in gleicher Funktion in Berlin. Daneben praktizierte er weiter als Ohrenarzt.
Er trug zur Real-Encyclopädie der gesammten Heilkunde von Albert Eulenburg bei.
Er veröffentlichte über die Gesundheitsverhältnisse in Frankfurt an der Oder und Berlin, öffentliche Gesundheit und ohrenärztliche Fragen.
1897 wurde er Herausgeber des Medizinkalenders im Hirschwald-Verlag. 1892 bis 1897 gab er die Jahresberichte der Hygiene (Fortschritte und Leistungen auf dem Gebiet der Hygiene, Vieweg Braunschweig) heraus.

## Schriften
- Die Gesundheitsverhältnisse der Stadt Frankfurt a. O., 1882
- Über adenoide Vegetationen im Nasen-Rachen-Raume
- Die Verletzungen des Ohres vom gerichtsärztl. Standpunkte, Friedreich’s Blätter für gerichtliche Medizin, 1886
- Über Abdecker und Abdeckereien, Vierteljahresschrift für öffentliche Gesundheitspflege 1887
- Über Handverkauf von Arzneimitteln unter bes. Berücksichtigung der Geheimmittel, 1892
- Die häufigen Gesundheitsstörungen des Alpinisten, Zeitschrift des Deutschen und Österreichischen Alpenvereins
- Über Ohrenentzündungen bei Neugeborenen, Deutsche Hebammen-Zeitung 1894
- Handbuch des öffentlichen Gesundheitswesens, Stuttgart 1894
- mit Wernich: Die Gesundheitsverhältnisse Berlins, 1j889 bis 1894
- Leitfaden der Schulgesundheitspflege unter Berücksichtigung der für Preussen gültigen Bestimmungen, Berlin 1895[1]